# Lia Amanda
Lia Amanda (Roma, 2 de septiembre de 1932) es una actriz italiana.

## Carrera
Nacida en Roma como Lia Molfesi, Amanda es hija del actor Mario Molfesi. Debutó a muy temprana edad con su verdadero nombre en la película Totò cerca casa, en el que interpretó a la hija de Totò. Adoptó su nombre artístico desde su segunda película, Cento piccole mamme, en la que también tuvo su primer papel principal.
Después de varios papeles importantes en películas críticamente apreciadas, incluida Trestorie proibite de Augusto Genina, en el apogeo de su carrera, en el Festival de Cine de Punta del Este de 1955, Amanda anunció su retiro de la actuación para mudarse a Brasil con su marido, el empresario argentino Arnaldo Carraro. En 1975 hizo un regreso fugaz a la actuación con un papel secundario en el giallo Nude per l'assassino.

## Filmografía seleccionada
- Toto Looks For a House (1949)
- Past Lovers (1953)
- Alarm in Morocco (1953)